# 异性恋主义

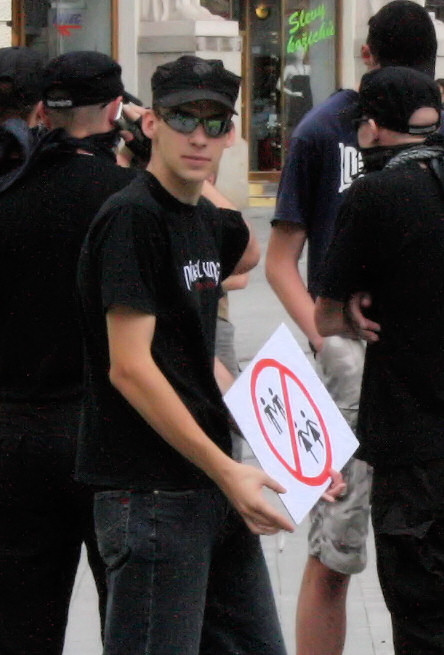
捷克共和国布尔诺，反对女同性恋婚姻的抗议活动参与者

異性戀主義（英語：Heterosexism），亦稱強制異性戀主義、異性戀偏見主义、異性戀至上主義，是用於形容以異性戀觀念為標準，看待整個主流社會，並且忽視或貶低非異性戀的性傾向者的態度，通常包含偏見和歧視的術語。它包括假定任何人都是異性戀，或者異性性傾向或性關係是唯一的規範，因此更加優越。事實上，任何性傾向的人都可能持這種態度，包括非異性戀。異性戀霸權和父權有高度的重疊性。

## 例子
- 忽視LGBT人士的存在：人們討論性的現象的各個方面時，可能會忽略男女同性戀、雙性戀人士，想當然地認為這些人不存在或是不重要，或是不值得被包括進來。然而，不將他們包括在內的話，關於人類性的現象的討論實質上只是針對異性戀性象的討論而已。
- 將LGBT人士與異性戀區別看待：當議題與性傾向無關時，將某些性傾向群體與其他人區別看待是一種歧視。例如，提議將HIV陽性的同性戀男人（但不包括其他HIV陽性的人）從一般人中隔離；或是在提及「愛情」時，往往指的異性關係，而提及同性關係時卻專門用「同性戀」來形容。
- 將LGBT等性別少數群體一起混入一個較大的範疇：有時，在分析數據時根據性傾向分類是合理的，例如對於青少年自殺率的研究。如果不包含性傾向這個分類範疇，研究結果可能會失真。[1]